# Aribert Heim
Aribert Ferdinand Heim va ser un metge austríac de les SS, també conegut com a Doctor Mort pels seus crims al Camp de concentració de Mauthausen durant el Tercer Reich. Se l'acusa de matar i torturar directament molts presos, i de realitzar sàdics experiments. La seva recerca, després de diverses especulacions sobre la seva possible mort, ha estat considerada com la del darrer personatge rellevant del nazisme. Les darreres informacions situen la seva mort a Egipte, l'any 1992.

## Biografia
Va estudiar medicina a Graz i doctorar-se a Viena. El 1935 va afiliar-se al Partit Nazi (NSDAP), que a Àustria aleshores encara era prohibit (número d'afiliació 6.116.098). Va unir-se a les SS després de l'Anschluss el 1938 (SS-Nr. 367.744). També va estudiar a les escoles de la SS (Führerschulen) i l'Acadèmia medical del servei de seguretat nazi. Es va oferir com a voluntari per a les Waffen-SS la primavera de 1940, on va assolir el grau de Hauptsturmführer (capità). L'octubre del 1941, Heim va ser enviat al camp de concentració de Mauthausen-Gusen, on va dur a terme experiments mèdics amb presoners. Més tard va ser enviat a un hospital de campanya de les SS a Viena.
Entre l'octubre i el desembre de 1941, Heim «treballà» al campament d'Ebensee, prop de Linz, a Àustria, on va dur a terme experiments amb jueus, similars als realitzats per Josef Mengele a Auschwitz. Els presoners jueus van ser enverinats amb injeccions de diferents compostos químics (com petroli, aigua, fenol, verí) directament al cor per induir la mort més ràpidament. Des de febrer del 1942, Heim anà a Finlàndia amb la 6a Divisió SS de Muntanya Nord, i exercí als hospitals d'Oulu com a metge de les SS.
El 15 de març del 1945 Heim va ser capturat per soldats dels Estats Units i enviat a un campament de presoners de guerra. Va ser posat en llibertat, i va treballar com a ginecòleg a Baden-Baden fins que va desaparèixer el 1962.
Després de diverses informacions no confirmades, les circumstàncies de la fugida de Heim, vida posterior i mort van ser possiblement esclarides per informacions de la cadena alemanya ZDF i el The New York Times. A un cert moment es va pensar que s'hauria jubilat a Roses. El pintor Tano Pisano de Palafrugell va rebre una transferència de 170.000 euros d'un cert Heim, i pels investigadors no era clar si provenien del fill Rüdiger, innocent, o del pare Aribert, del qual un compte a la Deutsche Bank era segrestat. El pintor va admetre que era en relació amb Rüdiger, però que ignorava que era fill del Doctor Mort. La revista Interviú que va publicar sobre l'afer en primera instància va ser condemnat a indemnitzar Pisano per haver-lo connectat amb el criminal nazi. El 2012, en tercera instància, el Tribunal Suprem va anul·lar la condemna, per què jutjava que era proporcional amb l'interès públic de difondre les imatges.
Van informar que va viure sota la identitat falsa de Tarek Farid Hussein a Egipte, i que va morir de càncer intestinal al Caire el 1992.